# مرة (فلم)
مرة (بالإنجليزية: Once) هو فيلم موسيقي تم إنتاجه في أيرلندا وصدر في سنة 2007.

## بطولة
- جلين هانسارد
- ماركيتا إرجلوفا

### ترشيحات وجوائز
| السنة | الحدث  | الفئة      | النتيجة  |
| ----- | ------ | ---------- | -------- |
|       | أوسكار | أفضل أغنية | فـــــوز |

## الميزانية والإيرادات
بلغت تكلفة إنتاج الفيلم حوالي 160,000 (€130,000) دولار يورو بينما حقق أرباحا تقدر بـ 20,710,513 دولار.

## وصلات خارجية
- مقالات تستعمل روابط فنية بلا صلة مع ويكي بيانات